# Mouchoir Rouge
Mouchoir rouge (frz. „Rotes Taschentuch“, vormals: Coin-du-mouchoir) ist eine in der Bucht von Grand Port im Ufergebiet von Mahébourg liegende Insel im Südosten von Mauritius.
Die Infrastruktur der unbewohnten Insel stammt noch aus dem 19. Jahrhundert. Ihr Name geht wohl zurück auf ein rotes Taschentuch, mit welchem eine bereitstehende Fähre zum Verlassen der Insel herbeigerufen werden konnte.